# ジェンナ・フォン・オイ
ジェンナ・フォン・オイ（Jenna von Oÿ、1977年5月2日 - ）は、アメリカ合衆国出身の女優である。

## 出演作品

### テレビ
- ブロッサム（シックス）